# Île de Maestro Maria
L'île de Maestro Maria, en langue corse isula Maestro Maria, est un îlot inhabité de l'archipel des Cerbicale en Corse-du-Sud. 
Elle fait partie de la Réserve naturelle des îles Cerbicale et se situe entre l'île Piana et l'île Forana.